# Obrium brevicorne
Obrium brevicorne är en skalbaggsart som beskrevs av Nikolaj Nikolajevitj Plavilsjtjikov 1940.
Obrium brevicorne ingår i släktet Obrium och familjen långhorningar. Inga underarter finns listade i Catalogue of Life.